# 古典文献学
古典文献学，一般来说是研究中国古典文献资料的专业文献学，尤其侧重于对古典文史社科资料的研究。

## 参看
- 文献
- 考据学
- 文本批评